# Alton (Utah)
Pour les articles homonymes, voir Alton.
La ville d’Alton est située dans le comté de Kane, dans l’État de l’Utah, aux États-Unis. Lors du recensement de 2010, sa population s’élevait à 119 habitants.

## Source
- (en) Cet article est partiellement ou en totalité issu de l’article de Wikipédia en anglais intitulé « Alton, Utah » (voir la liste des auteurs).